# Cuentos Borgeanos
Cuentos Borgeanos (Inglés: Borgean Tales) es una banda del ''rock'' alternativo de Argentina formada en 2002 por Abril Sosa (ex-baterista de Catupecu Machu) como vocalista y líder del grupo, Agustín Rocino (ex-baterista de Catupecu Machu) en bajo, Diego López Santana en guitarra y Lucas Hernández en batería. 
En 2025, la banda anuncia su regreso con un concierto especial en Niceto Club, titulado "Sin Tiempo ni Final". El evento marcará el reencuentro de la formación original de la banda después de 15 años.

## Comienzos
Cuentos Borgeanos comenzó como un proyecto paralelo de Abril Sosa a su labor como integrante de Catupecu Machu, hasta que a mediados de 2002 y en el pico de la popularidad de Catupecu, Abril decidió abandonar el trío para encarar la consolidación de su banda.

### Fantasmas de lo nuevo
En 2002, de manera independiente editaron su primer disco, Fantasmas de lo nuevo, que contó con la producción artística de Gabriel Ruiz Díaz, bajista y productor de Catupecu Machu. El disco contenía temas con "toques literarios" e inclinaciones al fanatismo de Abril por Jorge Luis Borges y otros escritores, y con temas que rozaban el hardcore melódico y el ska punk. El disco fue bien recibido y la banda comenzó el largo camino de una banda independiente. Tocando en clubes y bares de Buenos Aires se formaron como músicos y comenzaron a tener una fiel lista de seguidores.

### Misantropía
Producido por Cuentos Borgeanos y Gabriel Ruiz Díaz, Misantropía es el nombre del segundo trabajo, editado a fines del 2004 por Iguana Records (el sello alternativo de BMG) y lanzado el  26 de octubre de 2004. El material fue adelantado en el Quilmes Rock Festival, y el primer corte difusión fue "Estoico".
Con este álbum la banda empezó a tomar más relevancia en el escenario nacional del rock, apareciendo en diversos festivales como Quilmes Rock,Pepsi Music, entre otros. Teniendo diversas presentaciones y en teatros y bares de Buenos Aires fueron tomando el prestigio para empezar a telonear bandas internacionales (como por ejemplo haber teloneado a Yellowcard en el mitíco Luna Park). En 2005 son nominados como "Mejor Artista Nuevo" en los MTV Video Music Awards Latinoamérica 2005.

### Felicidades
En 2007 salió a la luz su tercer disco producido por Pablo Romero (Árbol) y editado por EMI, llamado Felicidades. En este disco sobresalen los temas "Eternidad" y "Océano". En ese año, el 10 de octubre se presentan en los "Pre-Premios MTV 2007" para Los Premios MTV Latinoamérica 2007.
Como curiosidad del constante crecimiento de la banda, en 2007 se realiza un encuentro entre Abril Sosa y Maria Kodama, viuda de Jorge Luis Borges, quién dada a una buena relación con el integrante del grupo le dio el visto bueno por el nombre de la banda y la asociación con el literario.

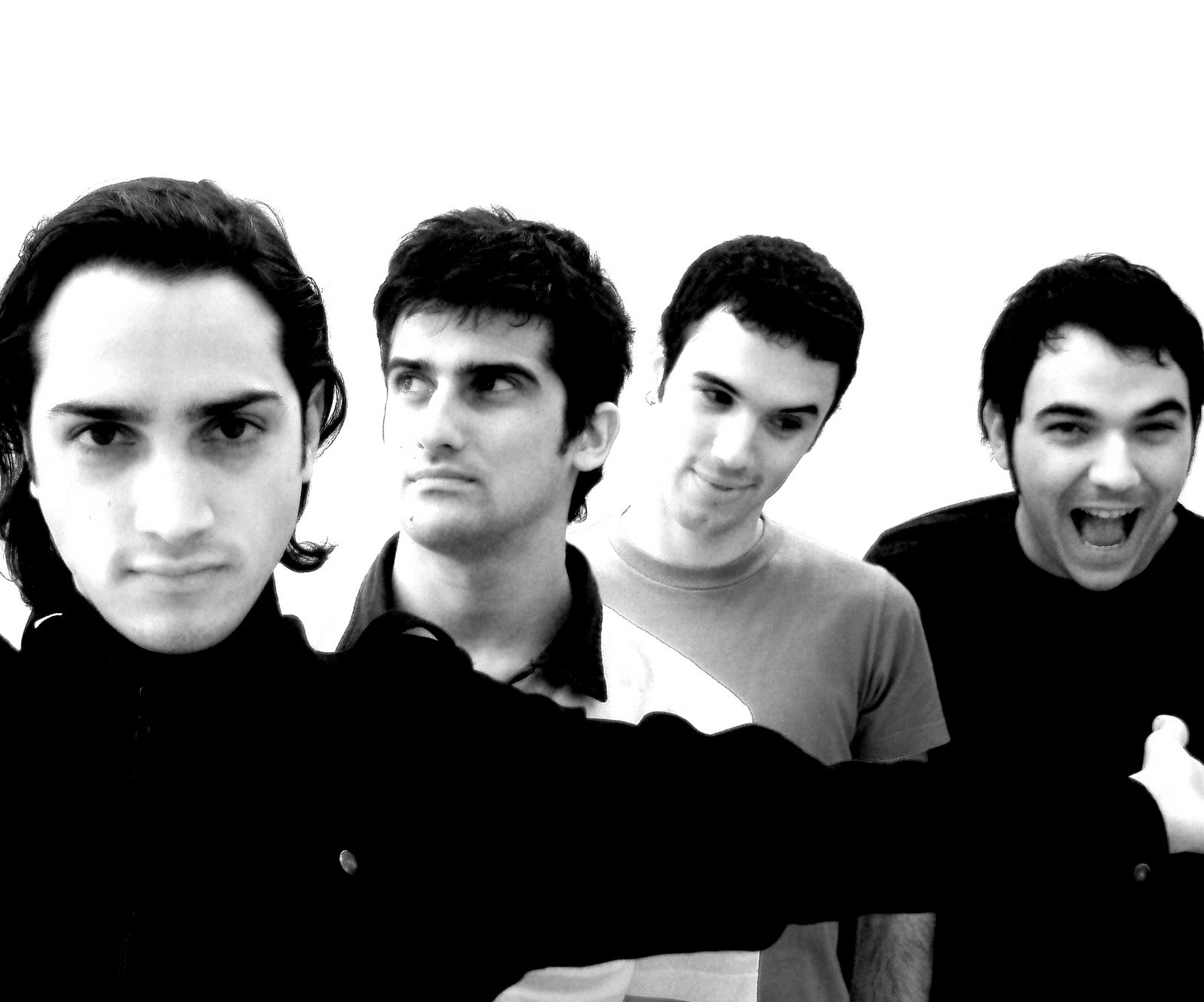
Formación original de Cuentos Borgeanos

### Psicomágico
El sucesor de Felicidades se llamó Psicomágico y fue lanzado en 2009 esta placa al igual que su predecesor, fue producida por Pablo Romero y editado por EMI. La producción de esta placa presentó 60 composiciones, la cual Pablo Romero redujo a los 11 temas que figuran en la misma. 
La presentación del disco fue en un Auditorio en Barrio Norte, el primer corte de difusión fue Resistir. En esta placa se siguen notando en las letras la fuerte influencia de la literatura.

### Separación

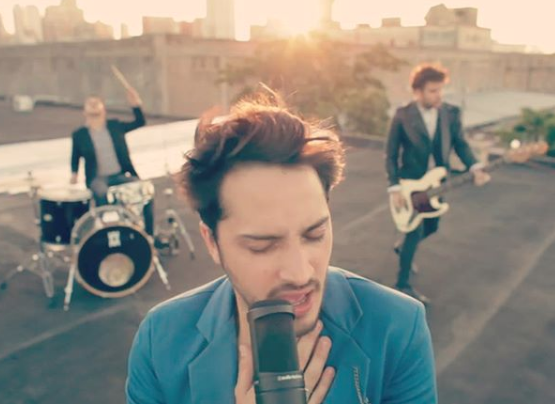
Video Clip "Esto Es Amor"

El 23 de junio de 2010, la banda anuncia desde su web oficial, el fin de sus días. Abril Sosa encamina una carrera solista.
En 2011 Agustín Rocino se suma a Catupecu Machu, como baterista y reemplazo de Javier Herrlein, grupo con el cual había colaborado en el disco El número imperfecto (2004) y en varias presentaciones en vivo.

### Reunión yPostales
Después de 3 años de trabajar por separado, (a fines de 2012), Cuentos Borgeanos decide reunirse y lejos de los escenarios, Abril Sosa en voz, bajo y teclados, Diego López en guitarra y  Lucas Hernández en batería se abocan a la tarea compositiva durante 2013, sin Agustín Rocino quien quedó como batería estable de Catupecu Machu, en su reemplazo ingresaría en la banda Alejandro Crimi. 
En los shows del regreso participaría como invitado Mariano Albergoli en segunda guitarra
En abril de 2014 lanzaron el sencillo "Animales", incluido en el nuevo álbum Postales, producido por Adrián Sosa de Bajofondo y lanzado a la venta en mayo. El 12 de octubre de 2014 la banda presentó su nuevo trabajo con un recital en el Teatro Vorterix. Los primeros días de mayo de 2015, Cuentos Borgeanos estrenó el video de "Esto Es Amor", tercer corte de su último álbum.
Luego de idas y vueltas, Diego López anunció su despedida de la banda en marzo de 2015. También Mariano Albergoli dejó la formación. Tras la salida de ambos guitarristas, entró Germán Parise como reemplazo para seguir adelante con la extensa gira por todo el país que finalizó con un gran show en el Teatro Opera de la Calle Corrientes.

## Integrantes

### Actuales
- Abril Sosa - Voz (2002 a la actualidad), Teclados (2002 a la actualidad, excepto en Misantropía), Guitarra (2002 a 2010, 2015 la actualidad), Bajo (2010 a 2013)
- Lucas Hernández - Batería y percusión (2002 hasta la actualidad)
- Alejandro Crimi - Bajo y coros (2013 a la actualidad)

### Anteriores
- Agustín Rocino - Bajo y coros (2002-2010)
- Mariano Albergoli - Guitarra (2013-2015)[20]
- Diego López - Guitarra (2002-2015)
- Charles Fernández - Teclados y samplers (solo en Misantropía)
- German Parise (2015-2018)